# 科孚考古博物馆

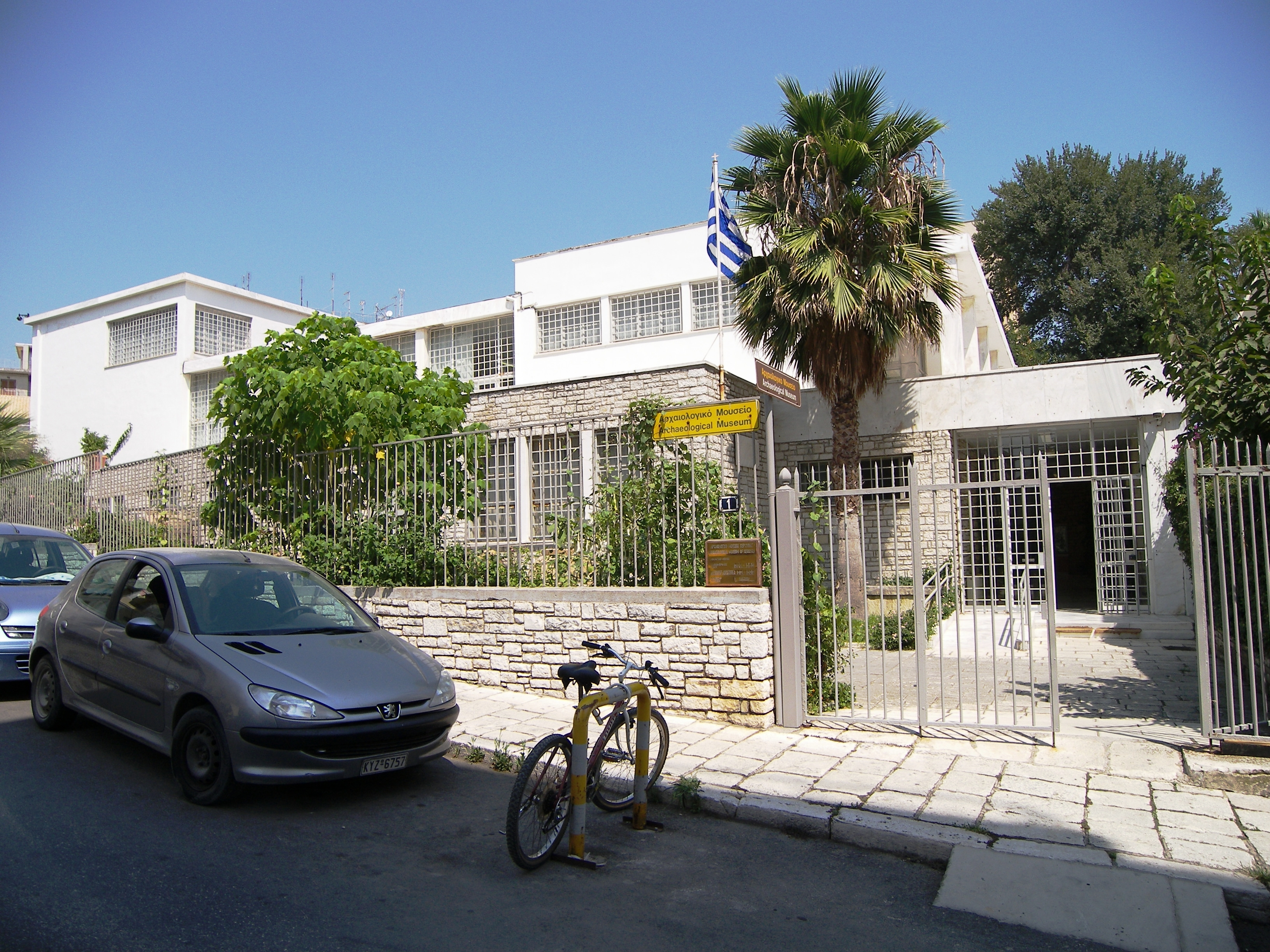

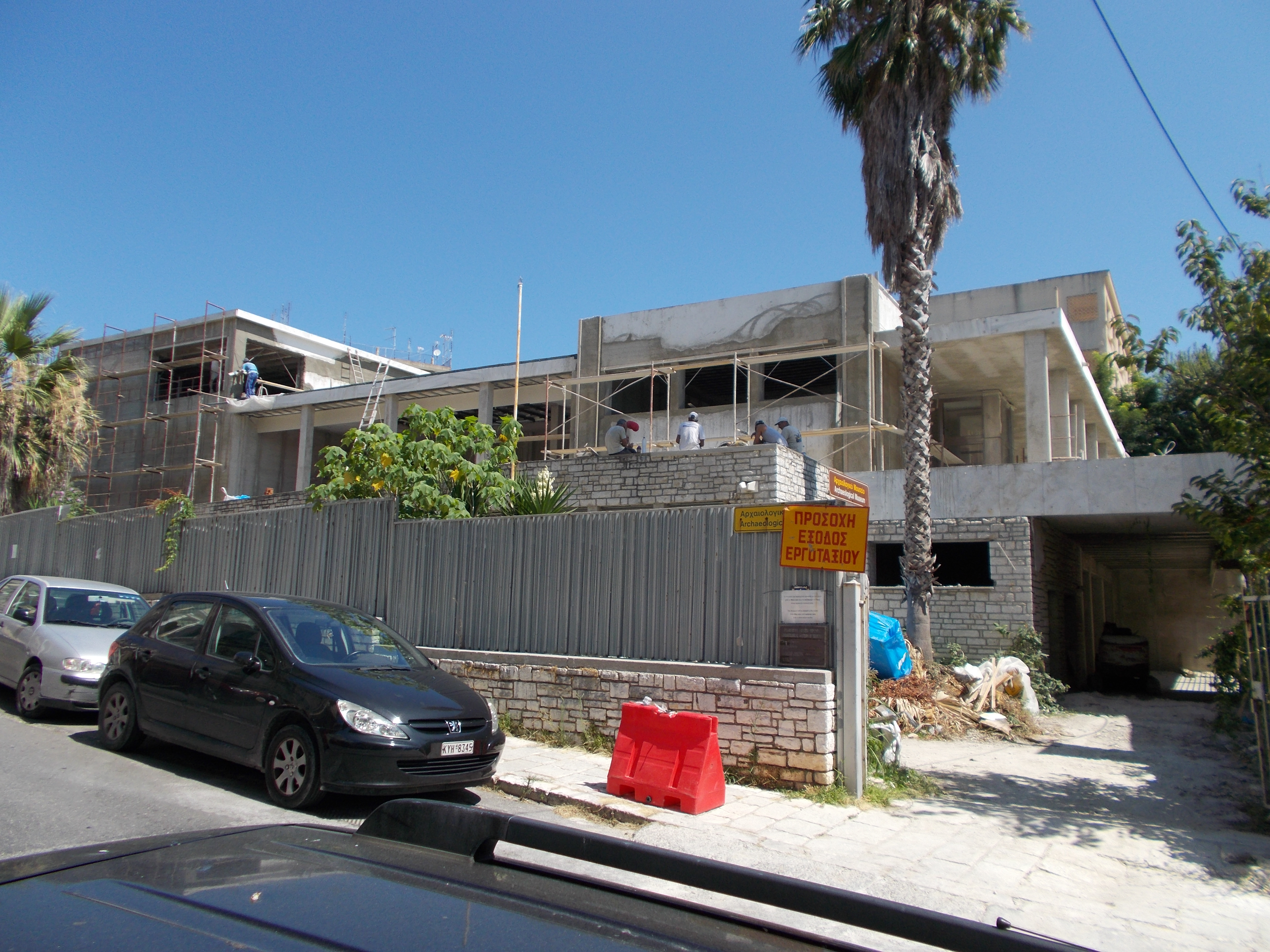

科孚考古博物馆（希臘語：Αρχαιολογικό Μουσείο Κέρκυρας）是希腊科孚岛的一个博物馆，

## 历史
建于1962 - 1965年。科孚市捐赠了建馆的土地。它最初的目的是为了收藏科孚阿耳忒弥斯神庙的考古发现。1994年，博物馆扩建了两个展厅，展出最近发现的科孚岛古堡的文物。

## 画廊

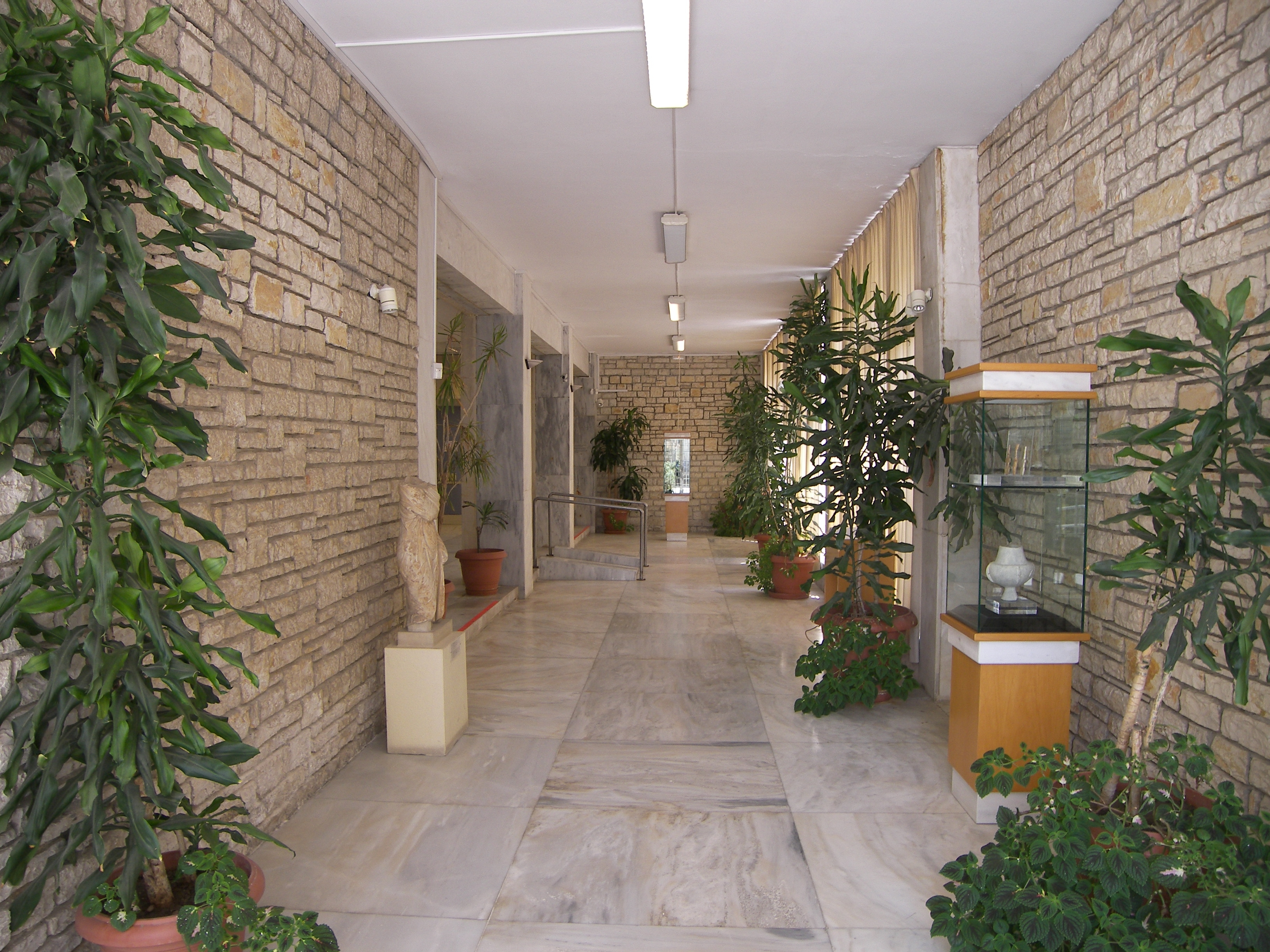
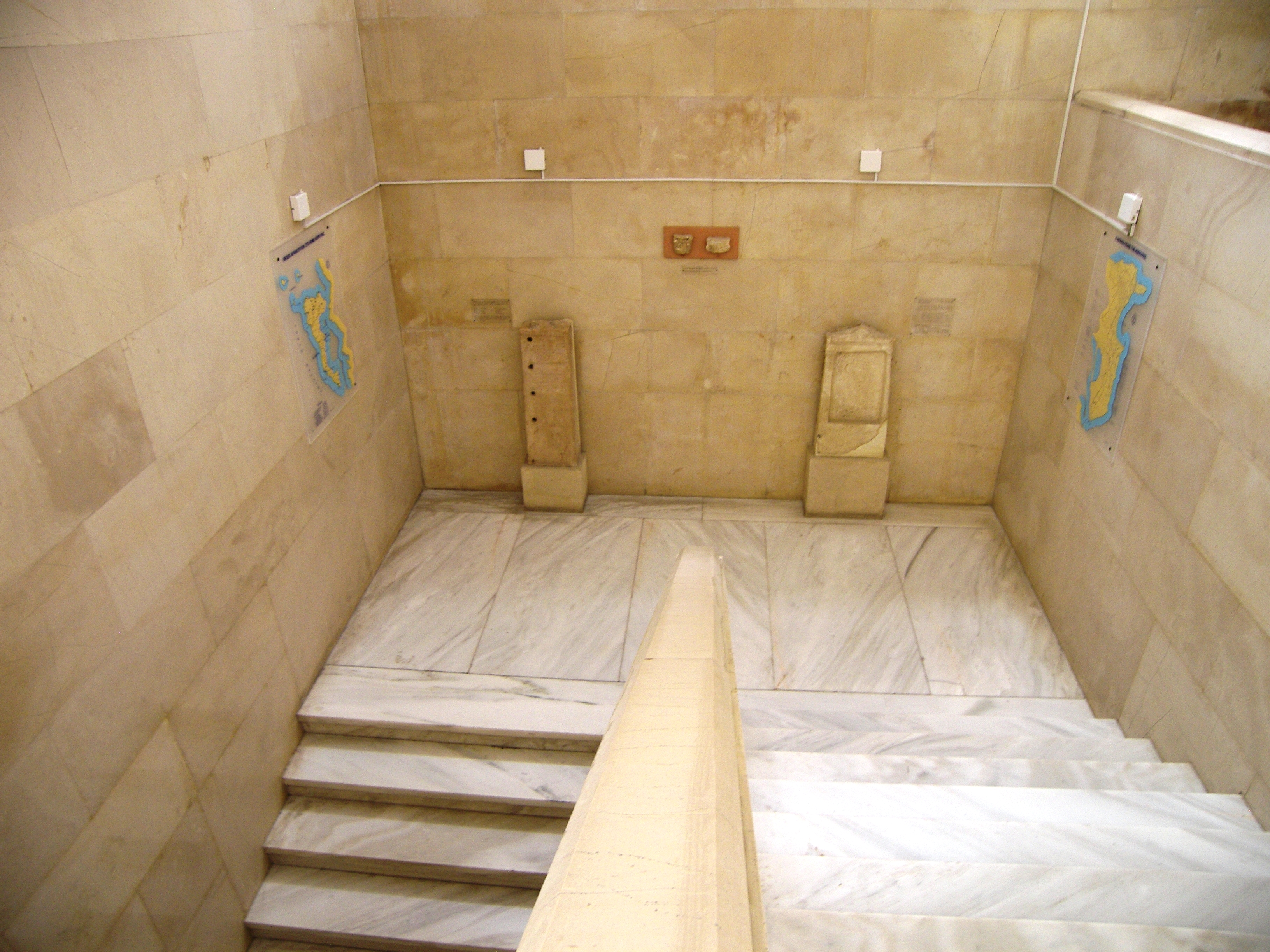
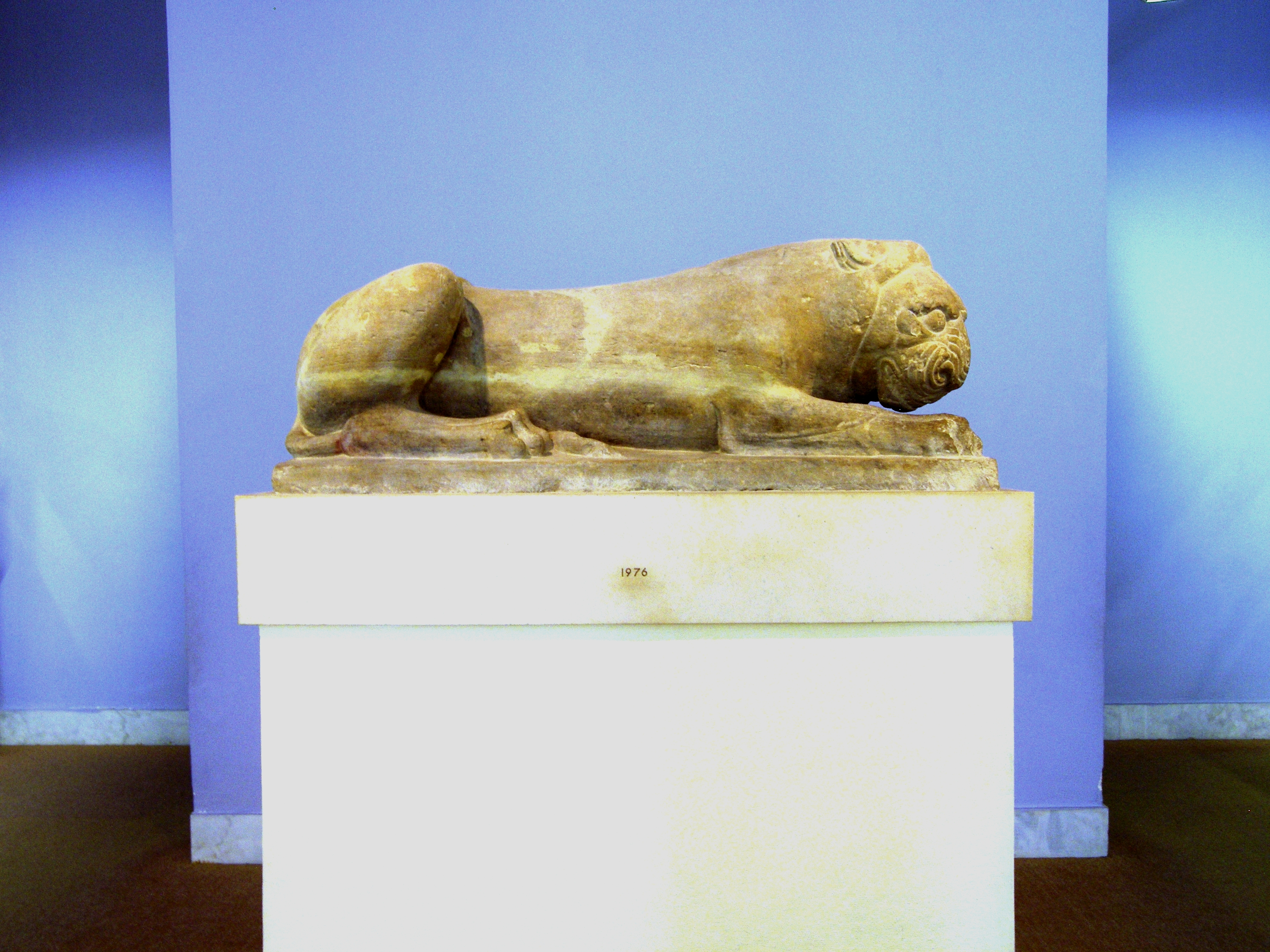
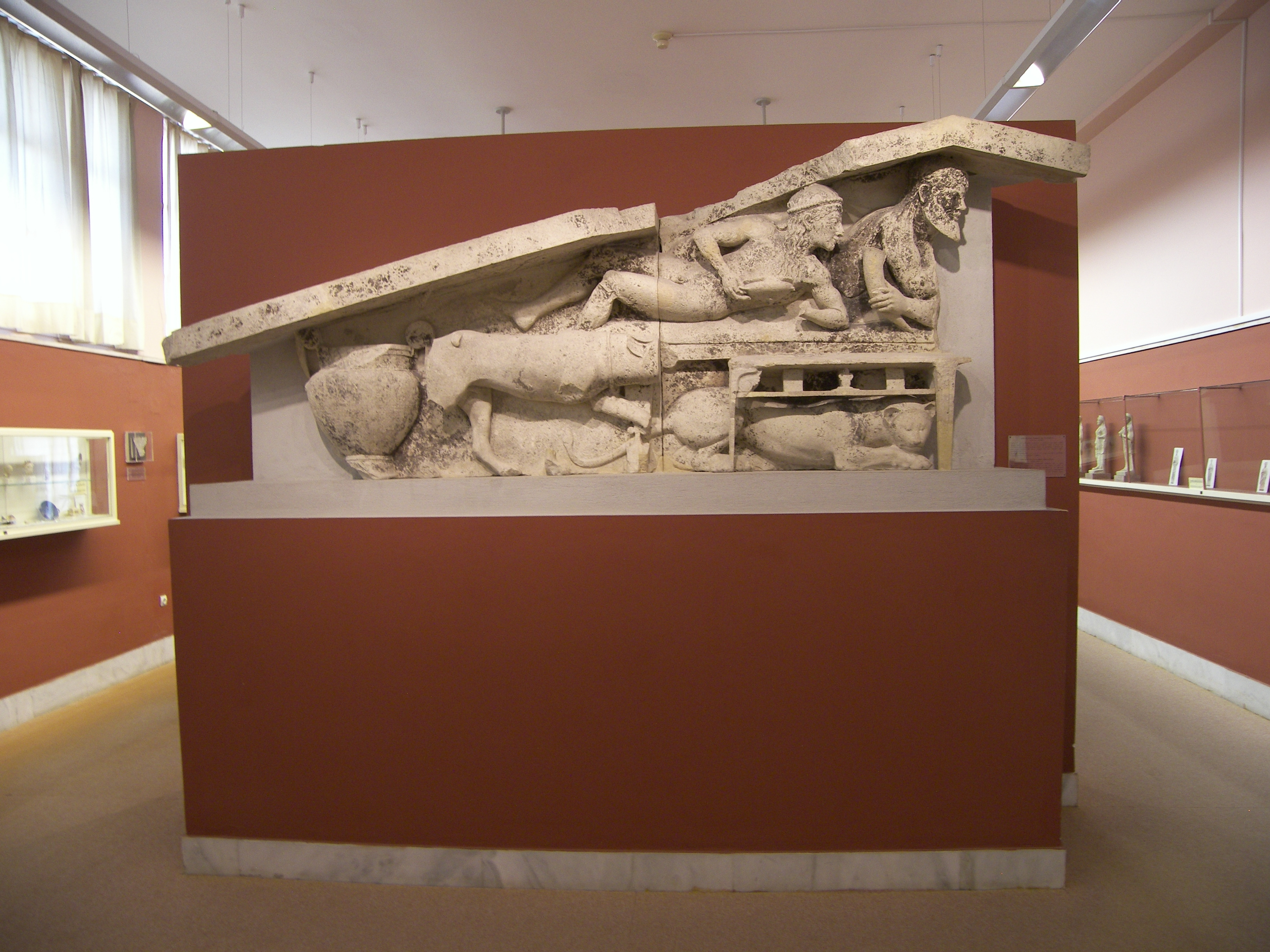
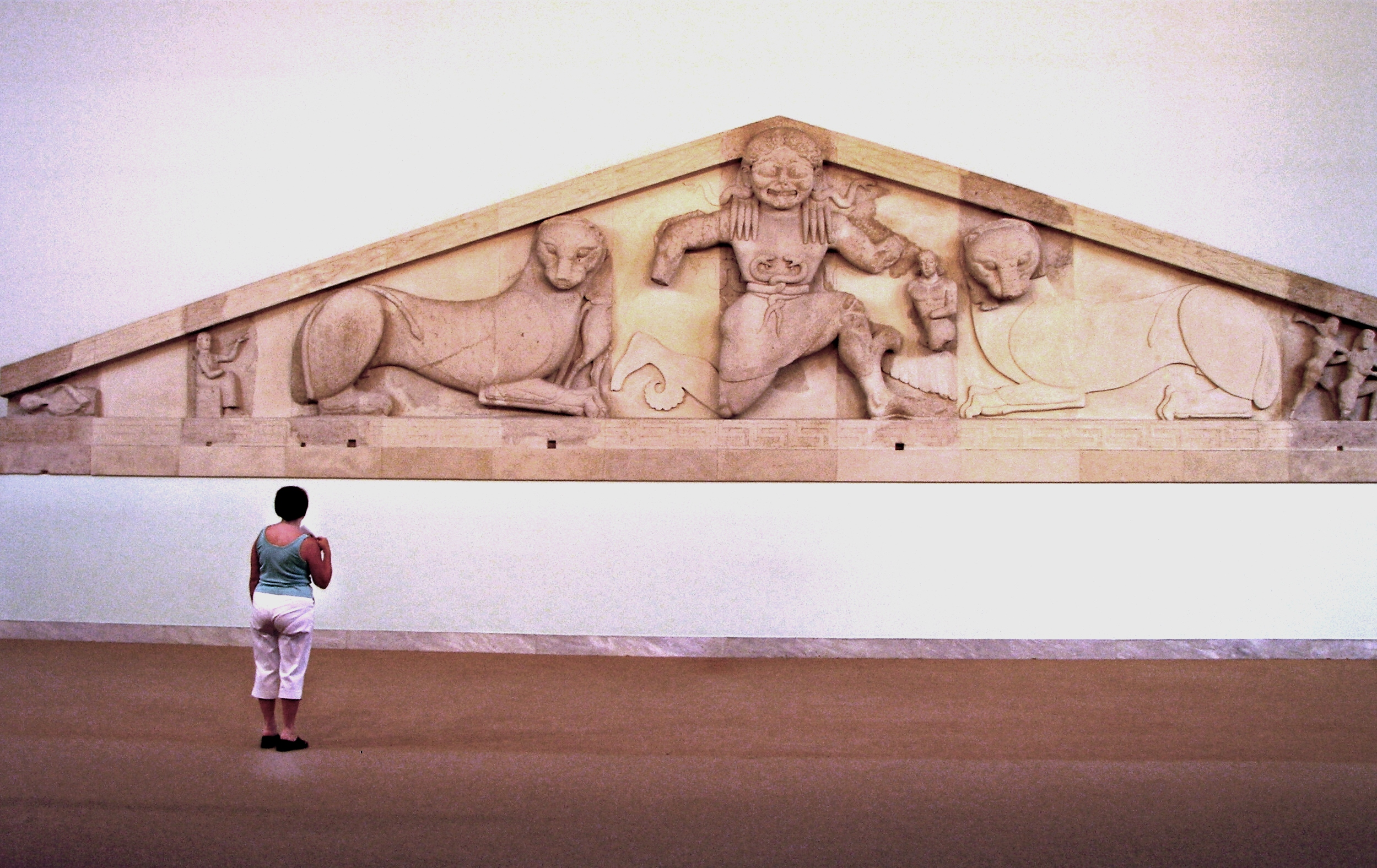
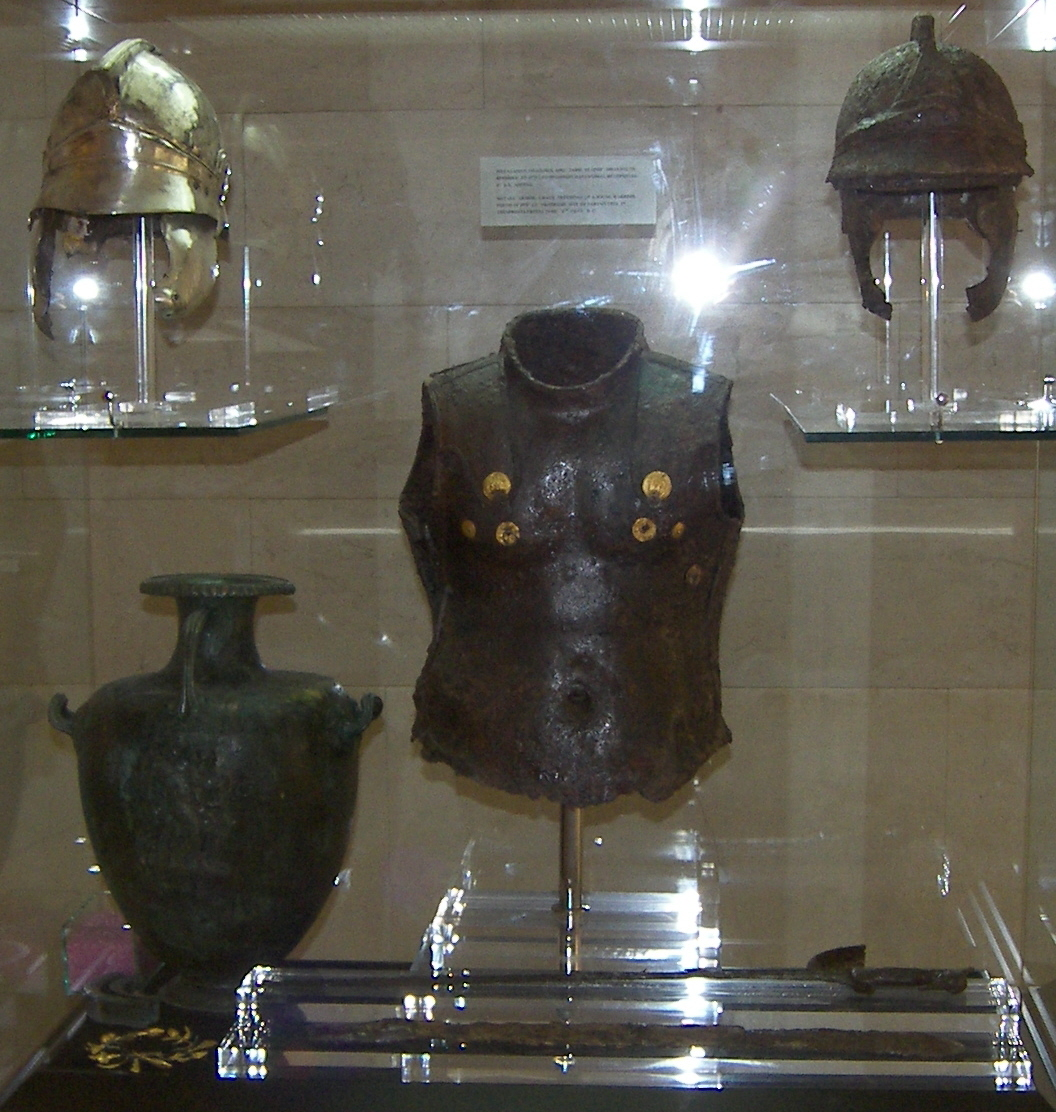
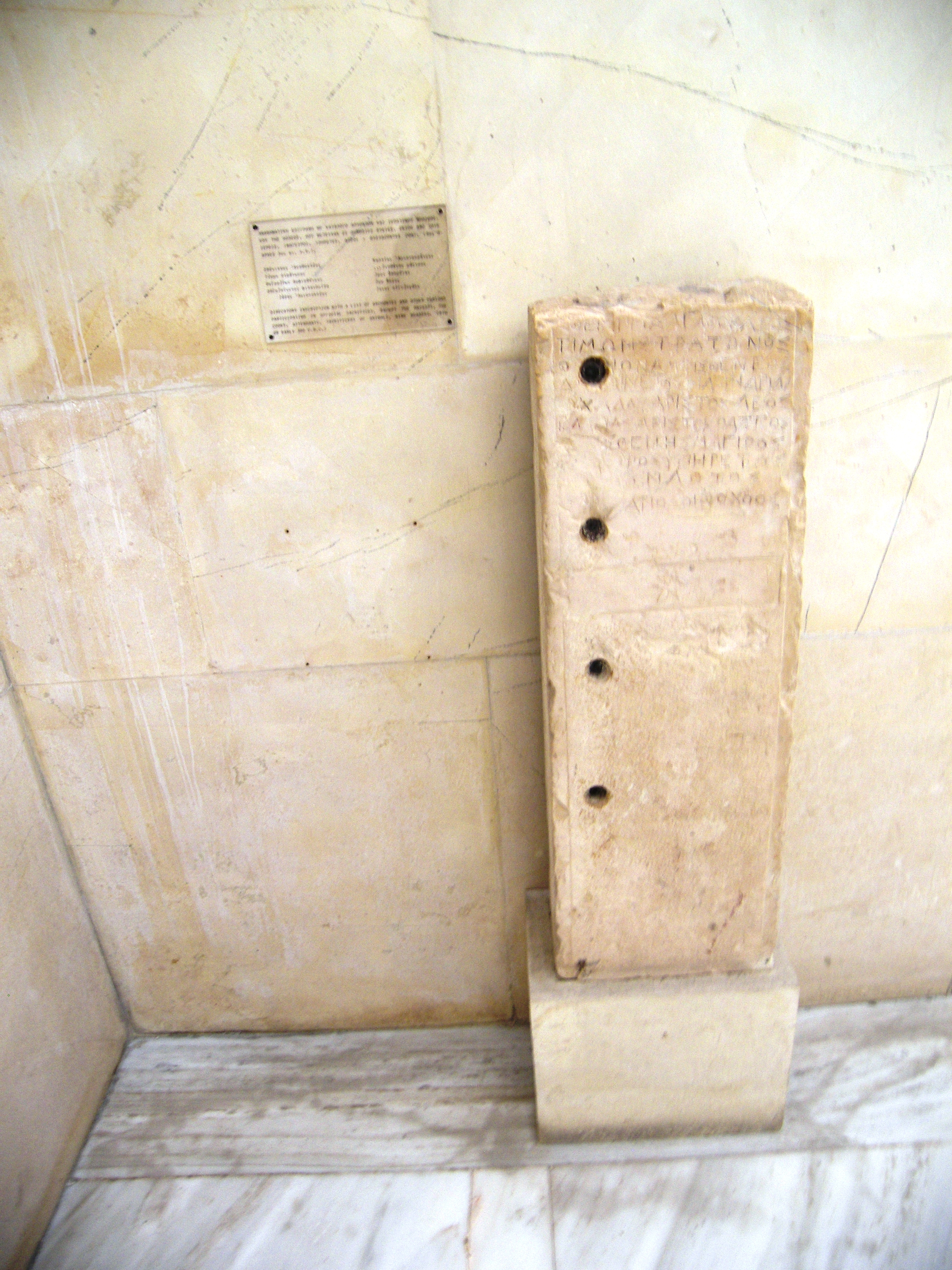
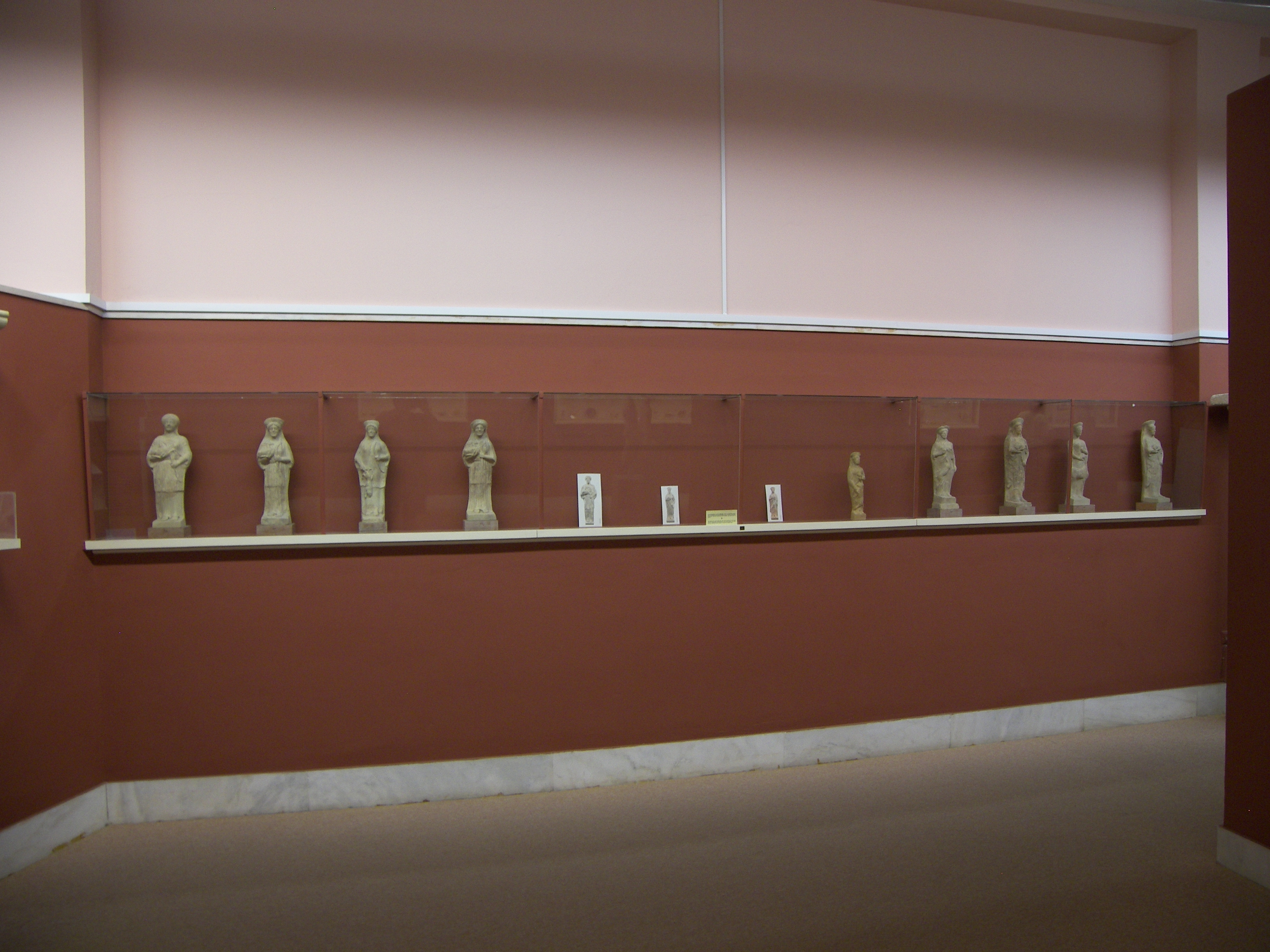
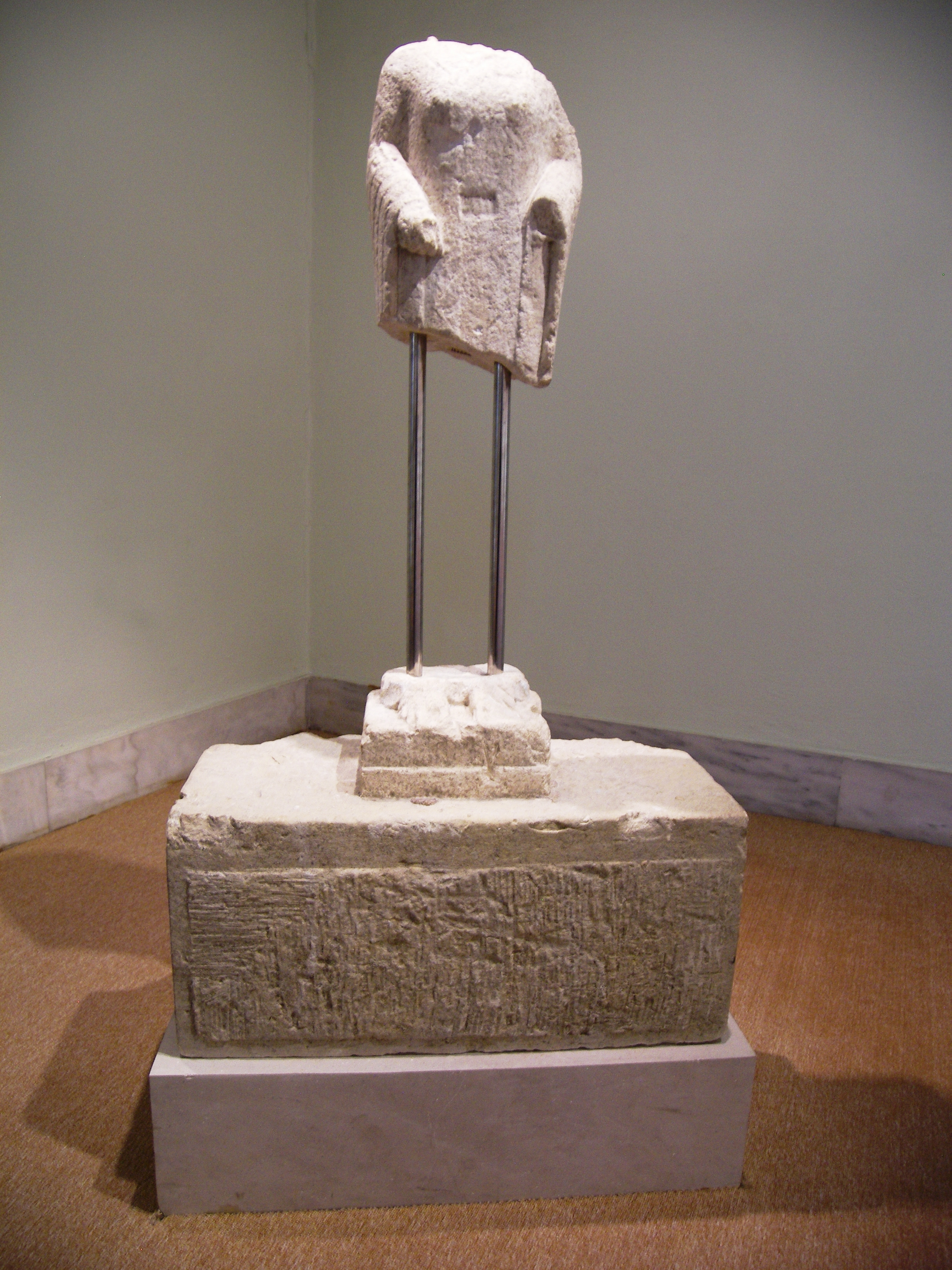
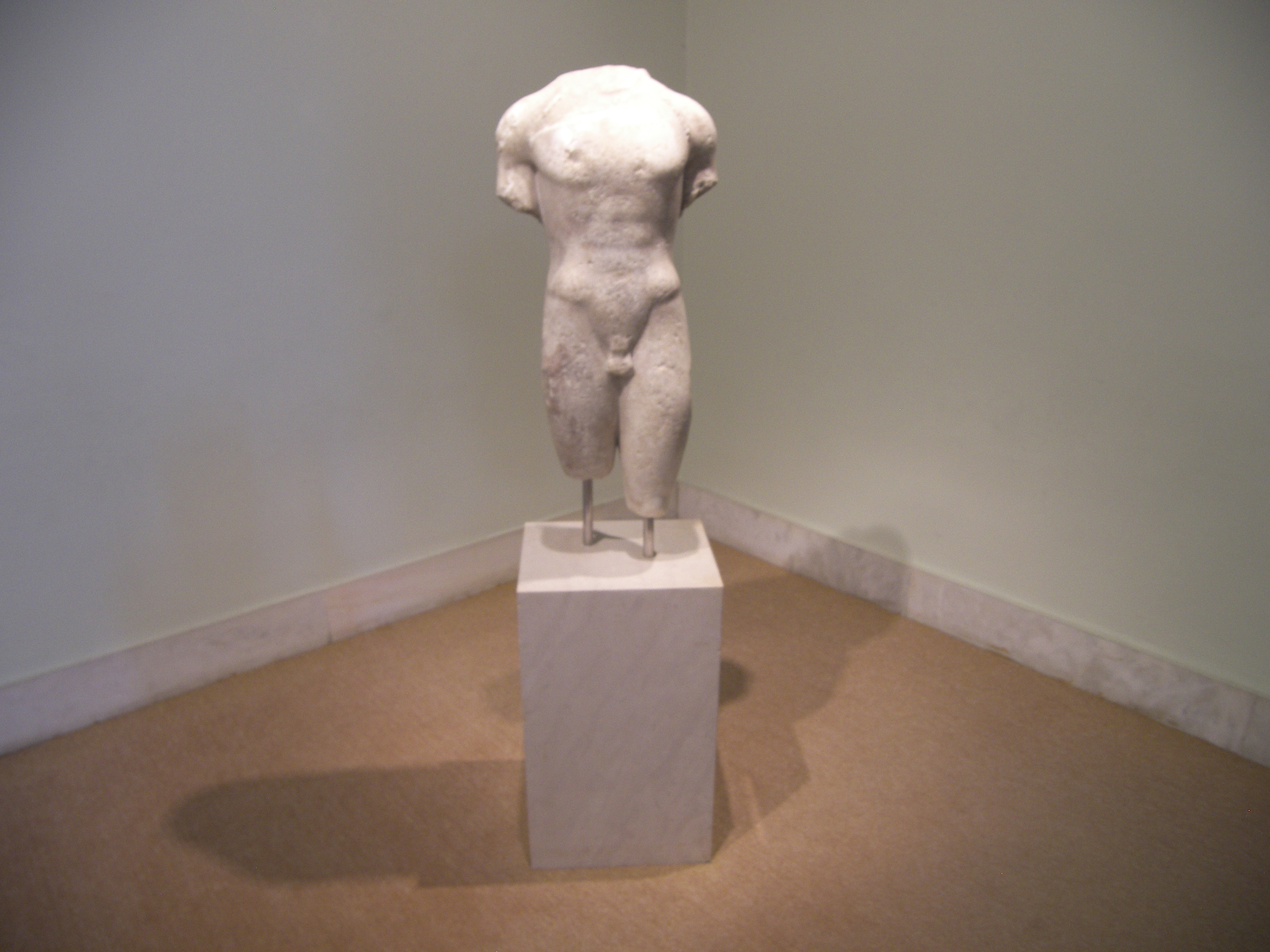
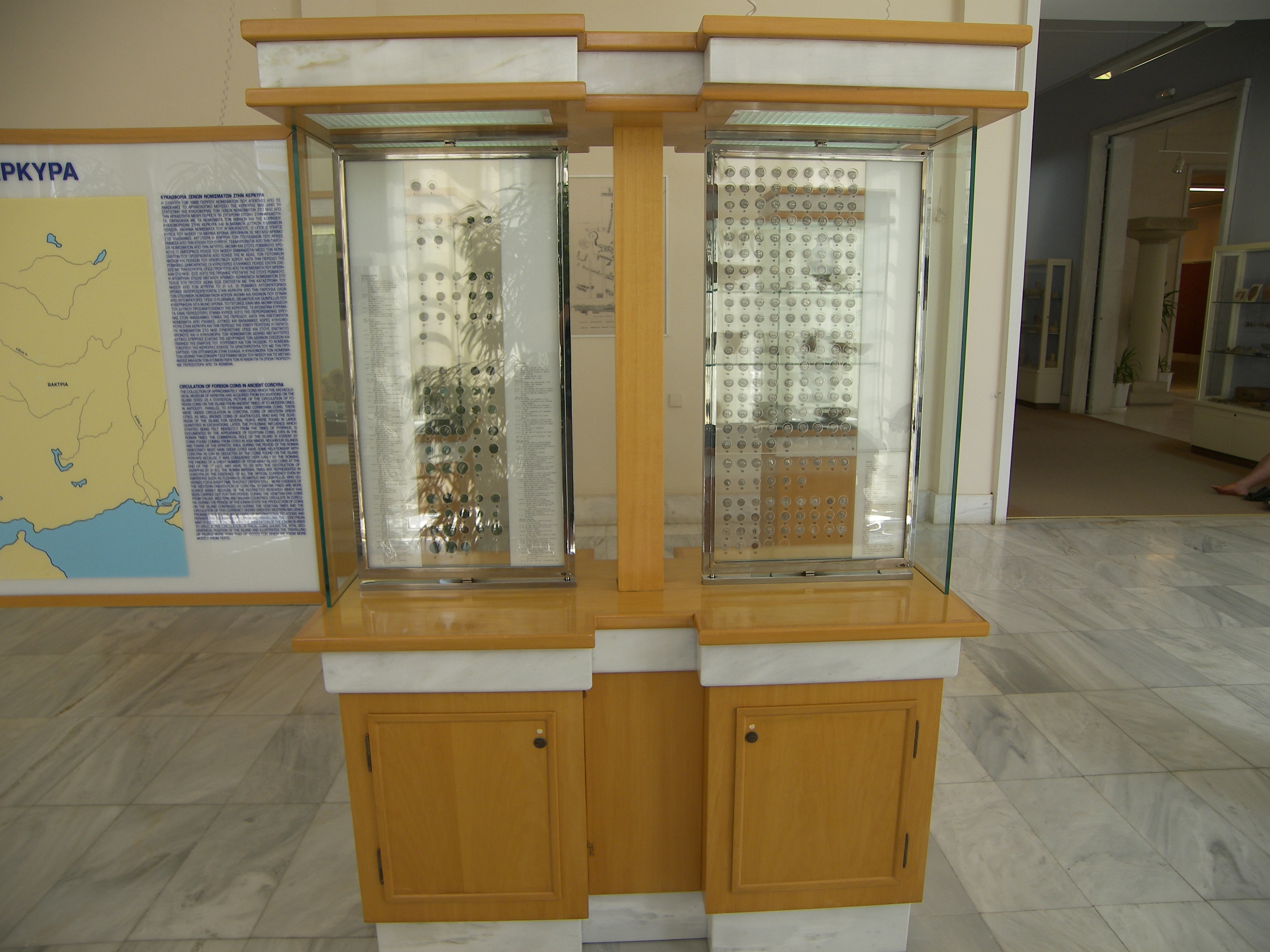
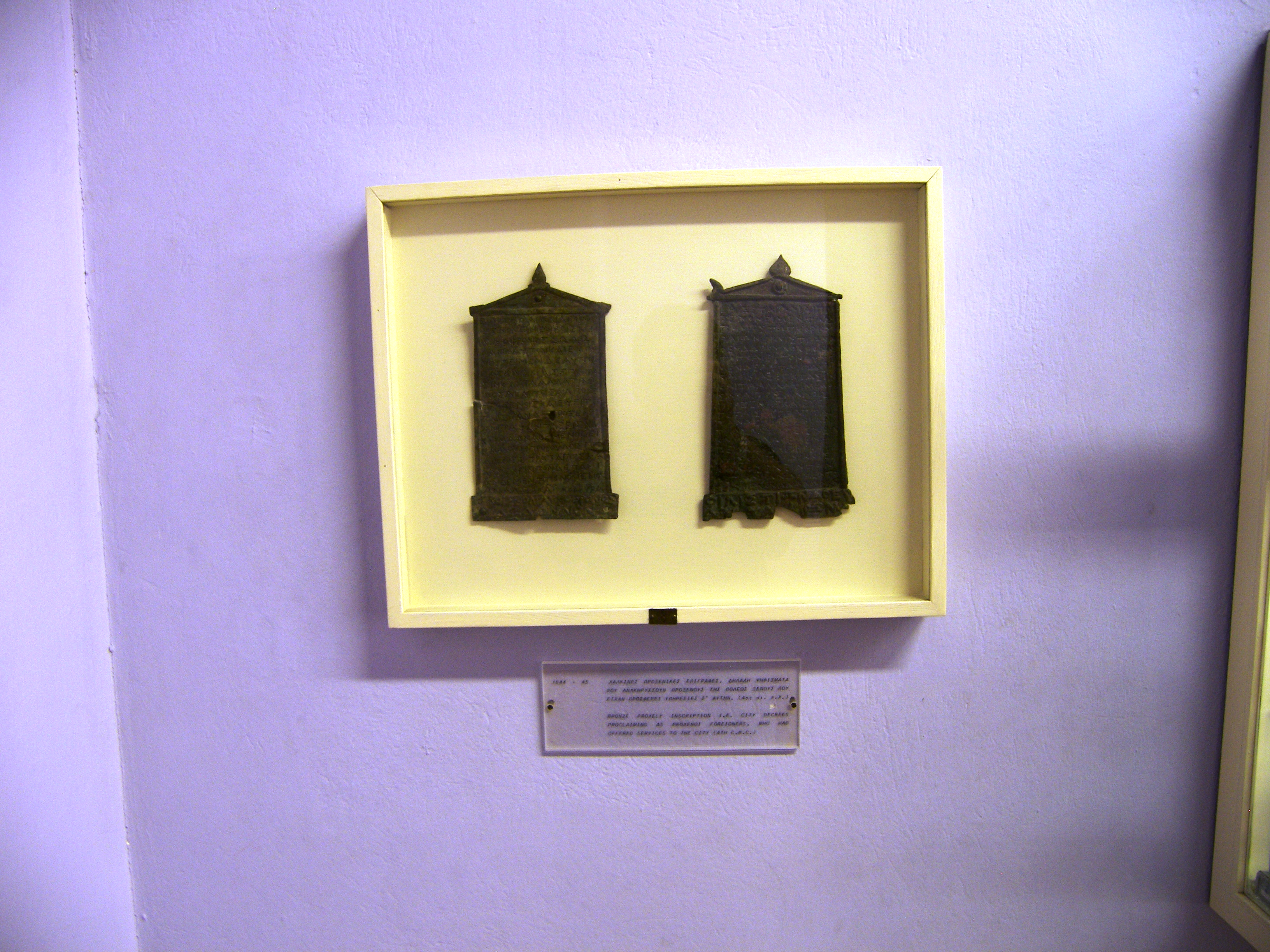
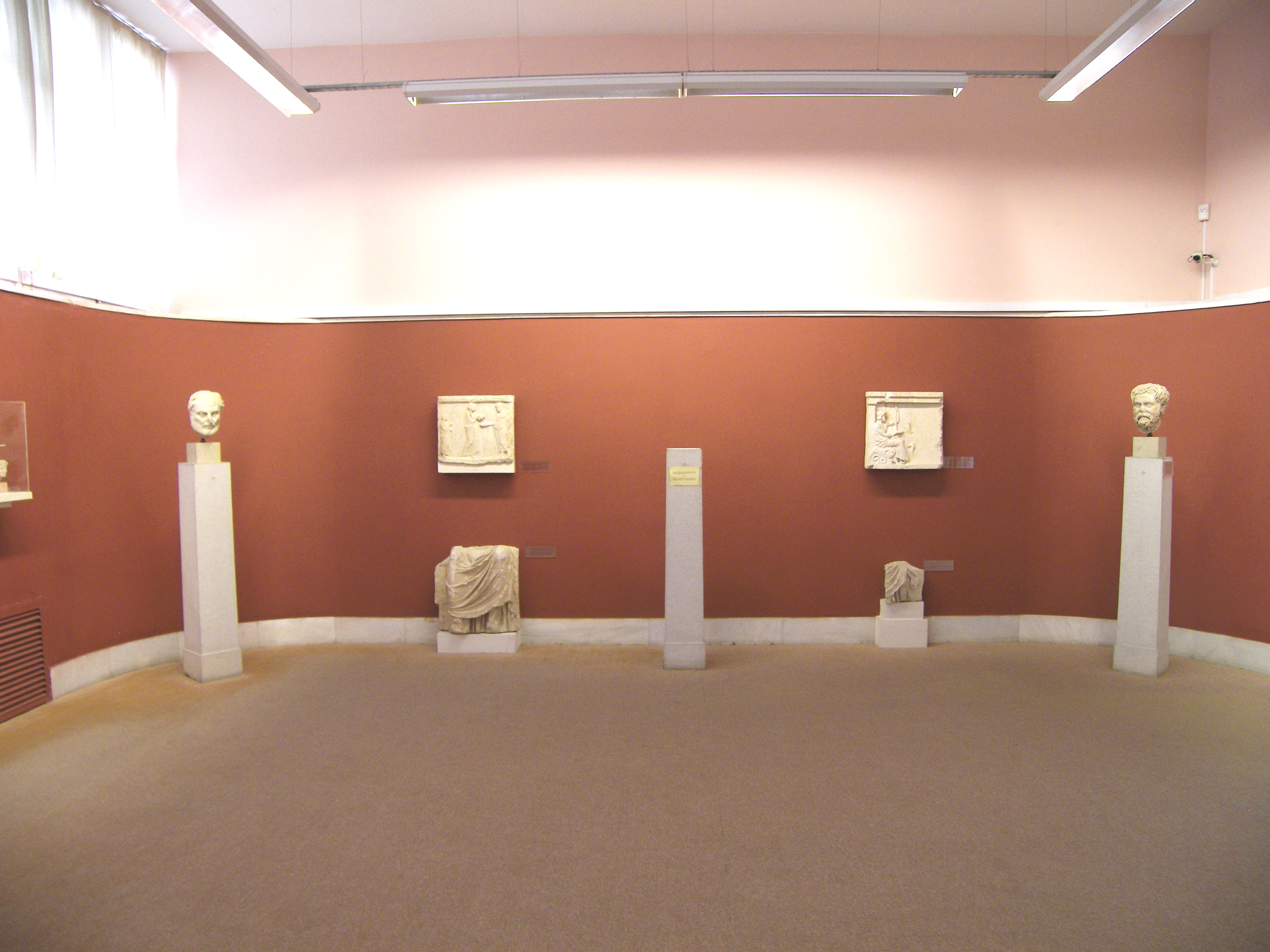
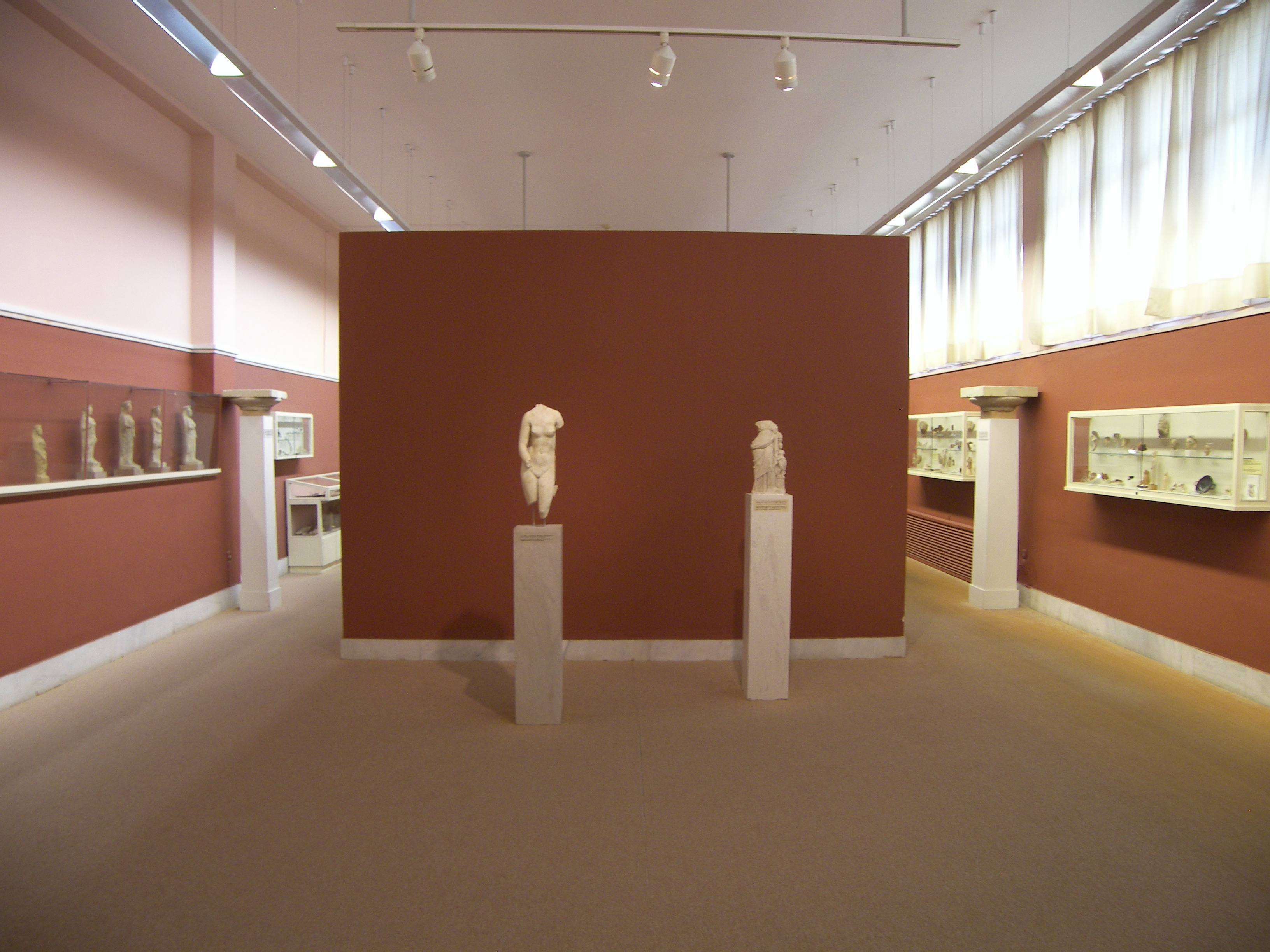
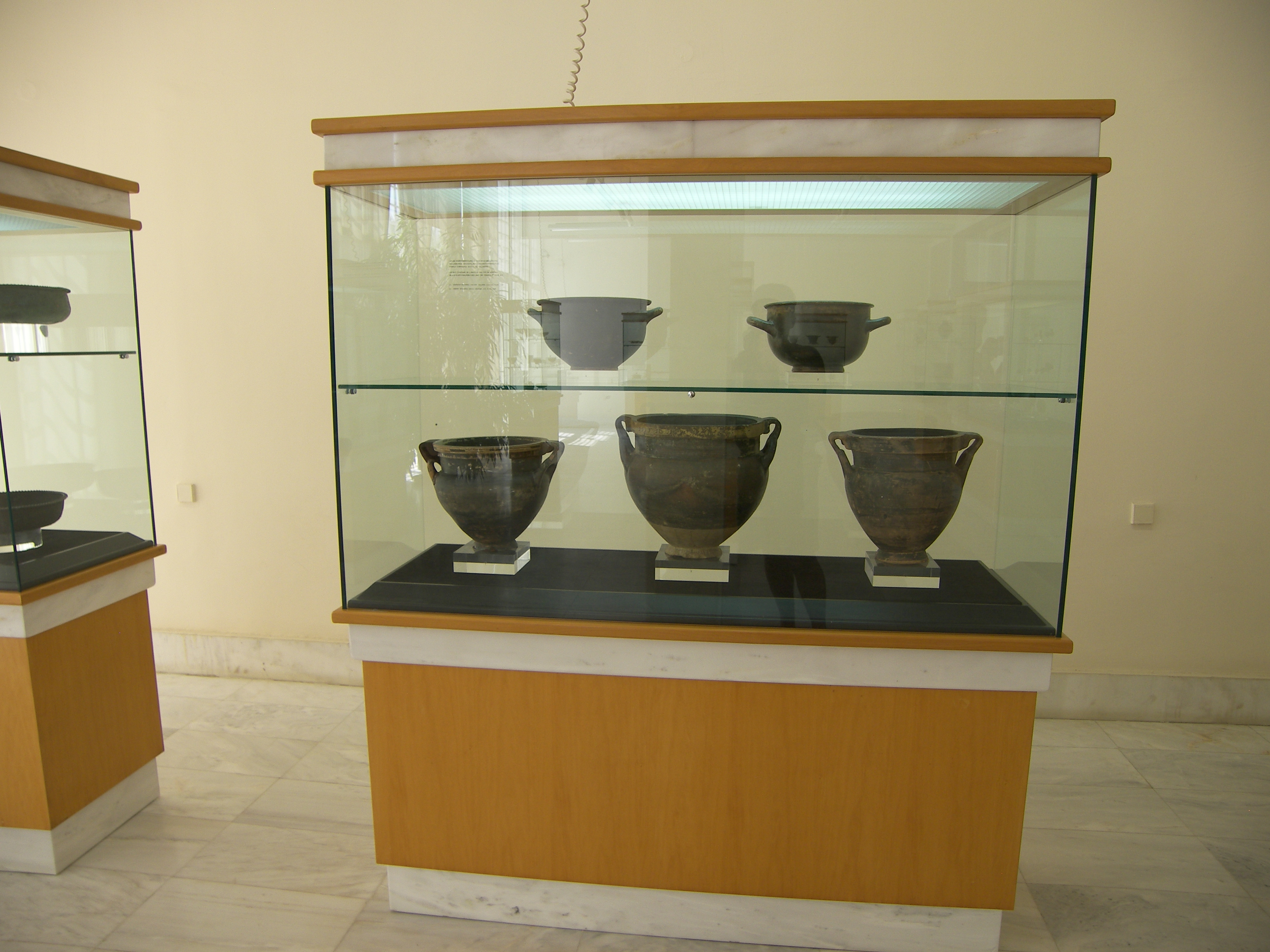
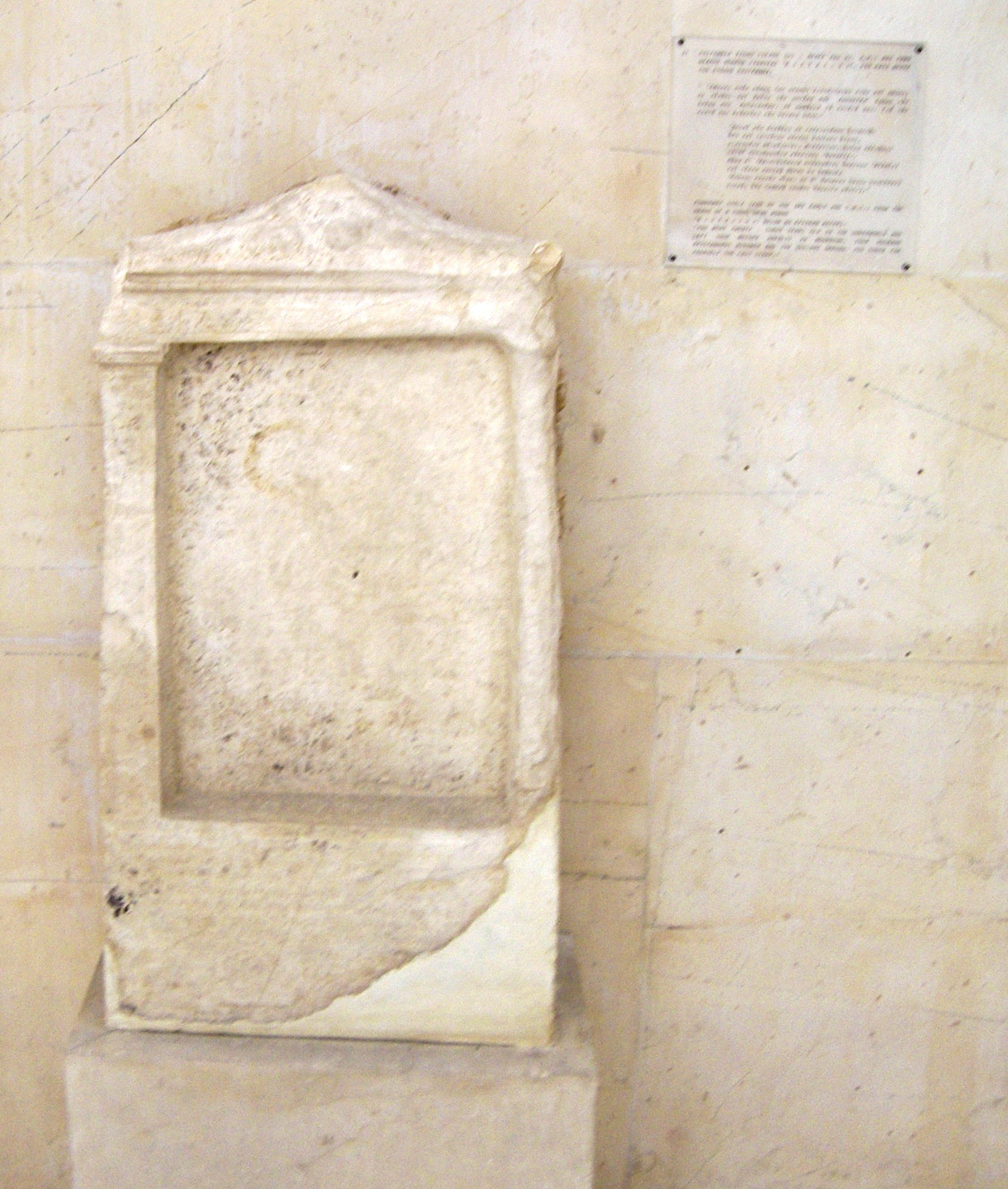